# Poster (musiktidning)
Poster var en svensk idoltidning vilken utgavs under åren 1974–1980.
Poster startades av tysken Hans Hatwig efter att först ha varit verksam på porrkungen Curth Hsons förlag och därefter på tidningen Tiffany, som han omvandlade från serietidning till idoltidning. Poster innehöll nästan uteslutande bilder av kända musikartister, vilka ofta var lättklädda, till exempel Pugh Rogefeldt i endast kalsonger eller Abba inslagna i aluminiumfolie. Då Poster upphörde 1980 fortsatte Hatwig med att ge ut tidningen Okej.